# Uvaria diplocampta
Uvaria diplocampta är en kirimojaväxtart som beskrevs av Friedrich Ludwig Diels. Uvaria diplocampta ingår i släktet Uvaria och familjen kirimojaväxter. Inga underarter finns listade i Catalogue of Life.